# 西多士

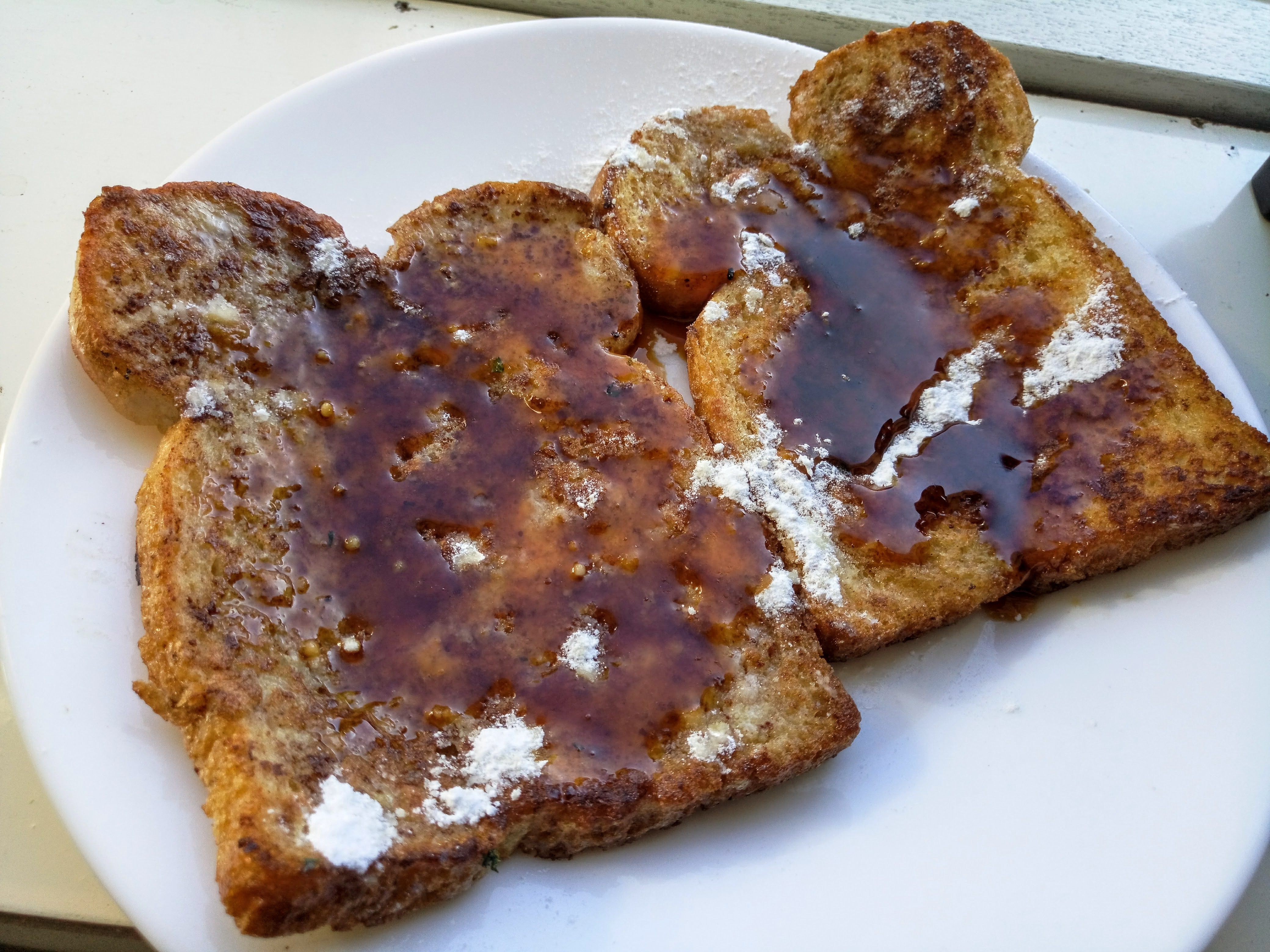
典型的西多士

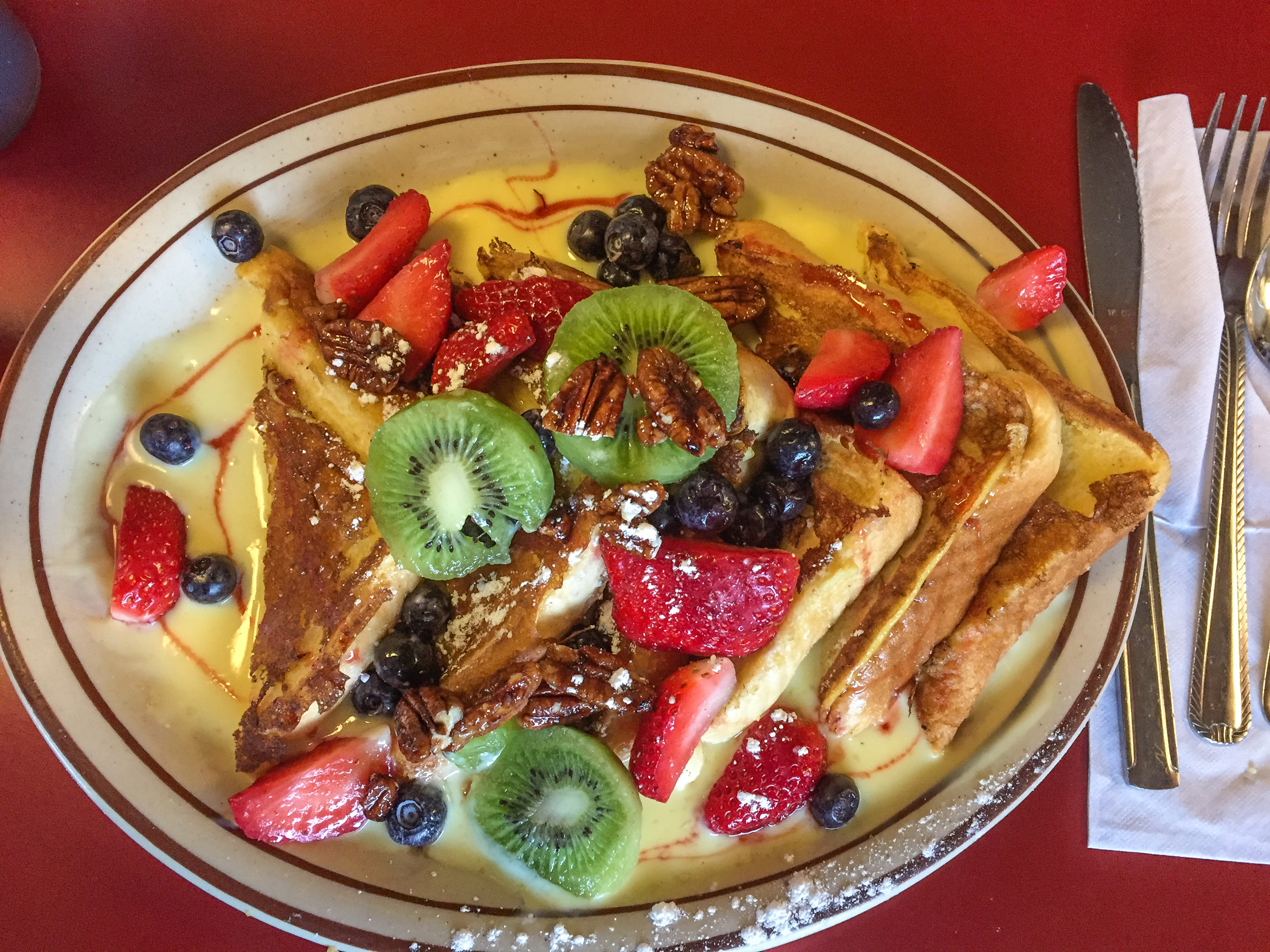
蛋汁烤西多士配煉奶

西多士（法語：Pain perdu；香港稱西多士）是一種源自歐洲的麵包餐點，由吐司浸入蛋汁後以油煎至金黃而成，可作為早餐或茶點食用。食用前，依不同地區喜好會在表面淋上煉奶或蜂蜜等抹料。其歷史可追溯至羅馬帝國時期。

## 起源
雖然西多士為「法蘭西吐司」之略縮，然而早在公元四世紀就已有類似食物記載於古羅馬的食譜上。而西多士在歐洲流傳期間曾經有過各種不同名稱，但最終英文以「French toast」最為普及，並被翻譯成中文「法蘭西吐司」。
西多士的出現相信和早年人們不想浪費食物有關，於是把吃剩而變得不新鮮的麵包，加入雞蛋煎至金黃色後又變得美味。其後西多士更加入不同的調味料和水果，令西多士成為可口的食物。現在西多士不但在歐洲普及，更傳入北美洲。香港成為英國殖民地後，採納了西方的飲食文化，西多士經轉變後成為香港一種特色茶點。
2003年3月，由於法國反對美國發動伊拉克戰爭，導致美法關係惡化，美國國會為表達對法國的不滿，在國會山莊內開設的餐廳，其餐牌內與法國有關的食物，一度被更改名稱。其中「法式吐司」（French toast）被更改為「自由吐司」（Freedom toast），直至該年9月才恢復原有名稱。

## 各地的西多士

### 歐洲和美國
歐洲和美國的西多士做法相似。歐洲常見的西多士主要使用法國麵包製作。當麵包片浸入蛋汁後，便會放入煎鍋用油輕煎，使兩面呈現淡淡的金黃色。食用前可塗上糖漿或果醬，也可在表面撒一些肉桂粉及糖粉。西多士還可配上水果一起進食，在表面塗抹鮮奶油後，再加上草莓、藍莓或樱桃等水果，也是歐美地區常見的食用方法。
西多士在歐美地區主要作為早餐或下午茶的茶點。西多士也可加上雪糕而成為一道甜品。

### 香港

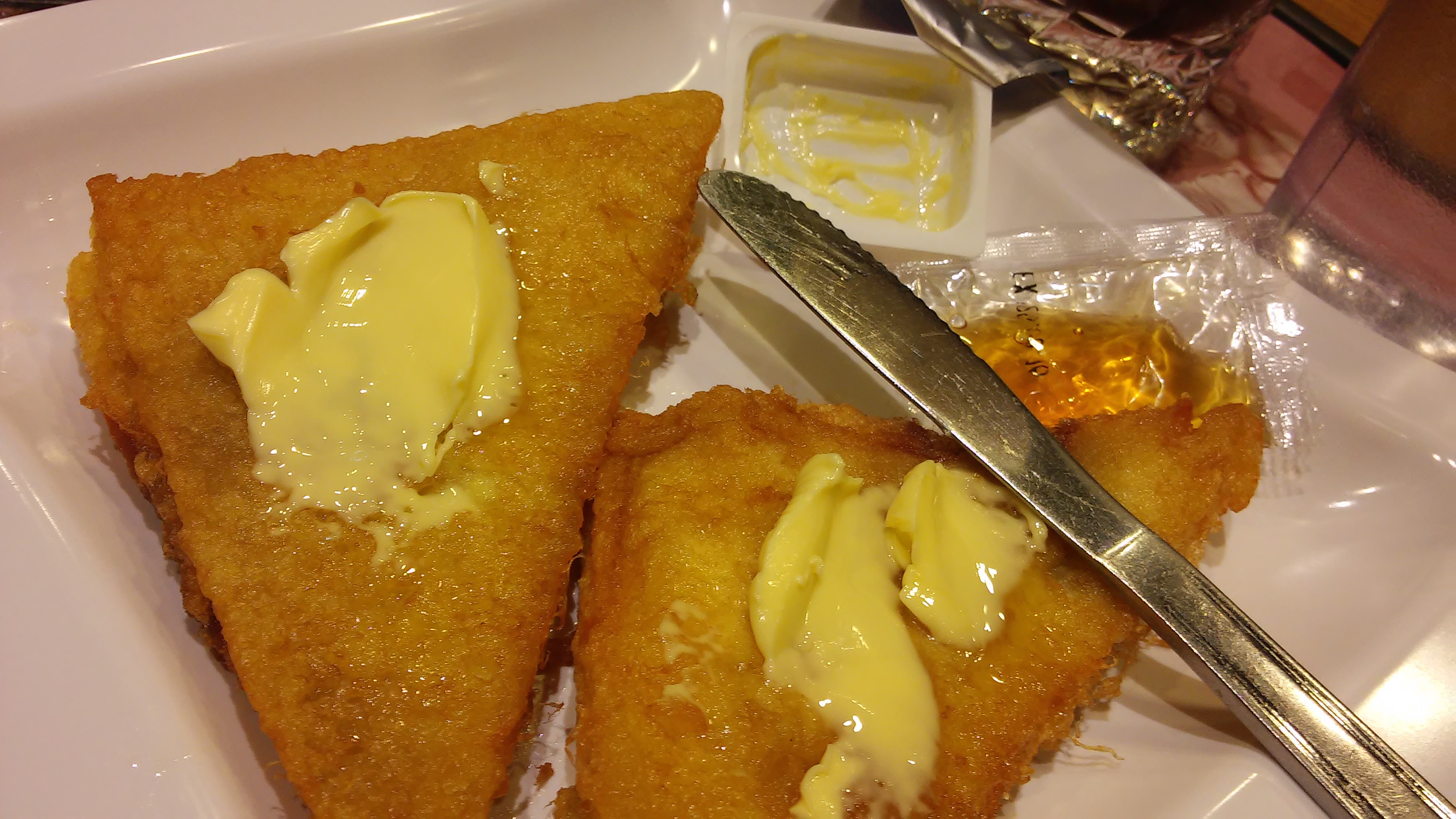
香港快餐連鎖店的西多士，配上牛油

西多士是港式西餐的典型茶點，港式西多士的做法與歐洲傳統的西多士不同，麵包不是輕煎，而是油炸至金黃香脆。早年的香港只有酒店和高級西餐廳為客人提供歐美版本的西多士，通常使用長法包輕煎而成，但因為當年高級餐館的食材多為進口貨，因此這時的西多士屬於矜貴的食品，並非一般平民百姓能夠負擔及品嚐。
1950年代開始有大牌檔仿照高級西餐廳提供西多士，不過大牌檔的西多士卻是平民化的版本，不使用較貴價的法式麵包，改為採用較容易獲取的白方包。同時因為大牌檔不像西餐廳會配備全套西式廚具，即使做西餐也是用大鐵鑊，原本的西多士是用平底鍋輕煎，大牌檔卻改為將方包浸入蛋液後，再放入鑊中油炸，將方包炸得表面金黃色，邊皮焦脆。客人在食用前可自己在西多士上塗抹牛油和糖漿增添風味，從而產生香港版本的西多士。不過當年的糖漿仍是較為昂貴，尤其是品質較好的英國糖漿，對比起當年用3毫子港幣可以買到一碗生滾粥，吃一塊西多士也要花3毫子，西多士在當年被視為是貴價又吃不飽肚的食物，在1950及1960年代不少平民百姓的收入仍僅能糊口，這個年代的香港平常家庭並不常選擇這類價格偏高卻吃不飽的食物。
香港的冰室為了增添西多士的味道，進而使用兩片方包做成有夾心餡料的西多士，在兩片方包之間塗上花生醬或咖央（一種馬來西亞傳來的椰子醬），疊成三明治的模樣後，再浸入使用雞蛋打發而成的蛋液中，然後放入煎鍋用油煎炸至金黃色，而把麵包炸得香脆並帶有夾心已成為港式西多士的一大特色，在食用前還可按個人喜好，在表面塗抹黃油或果醬，並可添加糖漿、蜜糖、楓糖或煉奶。到1970年代香港經濟騰飛，茶餐廳開得成行成市，外出吃西式下午茶不再局限於上流社會及精英階層，一般平民百姓在工餘及休閒時間也會到食店品嚐西式下午茶，俗稱「飲西茶」的西方飲食習慣在香港華人社會迅速普及起來，新興的港式快餐店都將港式西多士列為茶餐的日常菜單，西多士從而成為普及的下午茶茶點，港式西多士的夾心餡料款式也越來越多，如果醬、朱古力醬及榛子醬等。
因為香港的西多士使用方包製作，可以先在兩片麵包之間塗抹餡料，之後才放入鍋中油炸，所以港式西多士能夠做出不同的夾心。最常見的夾心餡料是花生醬，也有使用果醬做夾心，另有部分餐廳會用其他餡料製作夾心，例如芝士、火腿，也可使用香蕉或牛油果。西多士的表面除了可塗抹常見的牛油和糖漿外，也有塗抹巧克力醬的吃法，之後更出現了一些特殊的變種，如港式西多士配雪糕。
西多士在香港的茶餐廳、港式快餐店甚為常見，在下午茶時段更成為必備的餐點，經常與港式奶茶、檸檬茶、咖啡、鴛鴦或紅豆冰合併成套餐售賣。港式西多士是香港甚受歡迎的食品，在2011年更入選全球美食排行榜。

### 廣州
廣州一家茶餐廳開發推出“漏奶華”：以港式西多士為基礎，配以煉奶、牛奶和牛油調和的奶稀淋面。

### 台灣
台灣稱作法式吐司，主要使用吐司或厚片吐司製作。一般將吐司雙面沾上蛋汁後，用平底鍋輕煎兩面至金黃色，若使用厚片吐司通常切成塊狀裹上蛋汁後油炸，使其內酥鬆外香脆。食用習慣淋上煉乳，也有將兩片或三片薄片法式吐司夾餡料製成三明治的吃法，是台灣西式早餐或傳統早餐店中常見的食用方法。

## 飲食健康
西多士由於經過煎炸處理，所以香口美味，但和其他煎炸食物一樣，含有高脂肪和高熱量，而且吐司容易吸油，食用前又經常塗抹牛油和糖漿，令西多士的卡路里和糖分更高，並不是健康的食物。因此，西多士不適合經常食用，每次進食西多士也應控制分量，避免進食過量影響身體健康。